# Клан Данбар

Гребінь клану Данбар.

Герб вождів клану Данбар.

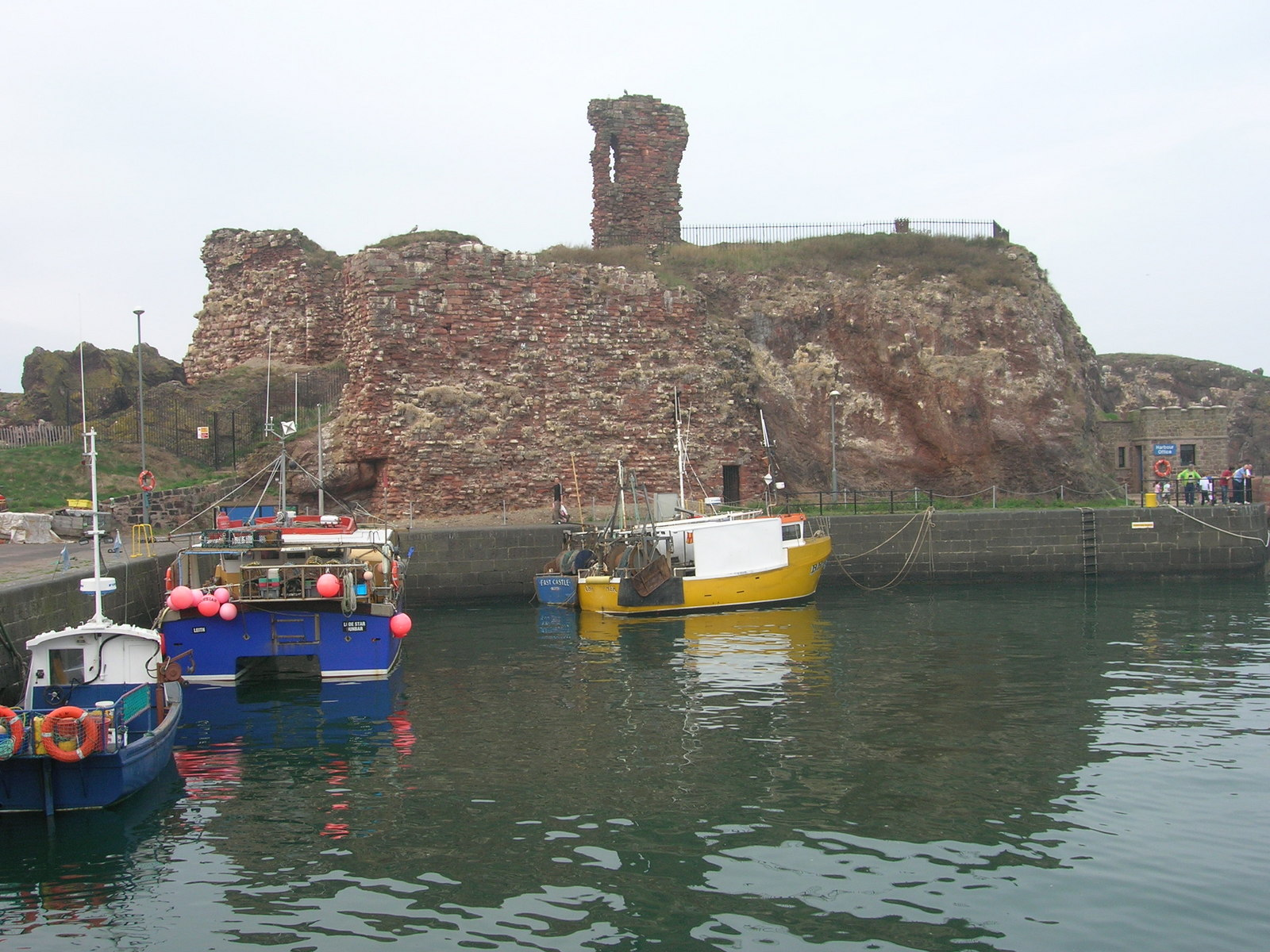
Руїни замку Данбар - історичної резиденції вождів клану Данбар.

Клан Данбар (шотл., гельск. - Clan Dunbar) - клан Дунбар - один з кланів рівнинної частини Шотландії - Лоуленду. Клан володів землями в Лотіані та Шотландському Прикордонні. Клан відігравав важливу роль в історії та в політиці Шотландії. Старша гілка вождів клану Данбар носила титул графів Данбар, але ця гілка згасла у XVI столітті. Інша важлива гілка вождів клану Данбар носила титул графів Мореї, але вона згасла у XV столітті.
Гасло клану: In Promptu - У готовності (лат.)
Землі клану: Дамфіс, Галловей
Резиденція вождя клану: Замок Мохрум (шотл. - Mochrum Castle)
Історична резиденція вождів клану: Замок Данбар (шотл. - Dunbar Castle)
Вождь клану: Сер Джеймс Майкл Данбар (шотл. - Sir James Michael Dunbar) - XIV баронет Мохрум і XXXIX вождь клану Данбар

## Септи клану Данбар
- Графи Данбар - старша гілка вождів клану, згасла
- Данбар Мореї
- Данбар Мокрума - старша гілка вождів клану нині
- Данбар Нортфілд
- Данбар Хемпріггс
- Данбар Дьорн
- Данбар Боата

## Історія клану Данбар

### Походження клану Данбар
Клан Данбар має давнє кельтське походження. Назва клану має територіальне походження: земля, місто, порт і селище Данбар з давніх часів відоме у кельтському світі. Назва Дунбар перекладається з ірландської (гельської) мови як "фортеця на вершині гори".
Засновником клану Данбар вважається Госпатрік II (пом. 22 серпня 1138 року) - граф Лотіану. Він був молодшим сином графа Нортумбрії Госпатріка І, що втік в Шотландію близько 1072 року після того як він втратив всі свої володіння в Нортумбрії і був переслідуваний своїми ворогами. Згідно історичної традиції вважається, що Госпатрік І був онуком Крінана Данкельдського, і відповідно, родичем короля Шотландії Малкольма III, що подарував Госпатріку землі в Данбарі та в Лотіані.
Госпатрік II володів землями в Лотіані та в Шотландському Прикордонні, займав високе положення при дворі короля Шотландії Давида І. Крім того він мав прекрасні стосунки з королем Англії Генріхом І Боклерком, що дарував йому землі в Нортумбрії, а саме - землі між Вулером та Морпетом. Госпатрік II фігурує в документах абатства Голіруд та в документах абатства Келсо, якому він робив значні пожертвування. Найбільш імовірно, що він загинув під час вторгнення шотландської армії в Англію під час так званої «Битви Штандартів».
Резиденцією вождів клану був замок Данбар у Східному Лотіані. Від назви цього замку та назви земель навколо замку і виникла назва клану. Першим вождем клану, що використав цю назву був Вальтеоф - онук Госпатріка II. Він же отримав титул графа Данбар. Його син - Патрік І Данбар одружився з Адою - дочкою короля Шотландії Вільгельма І Лева, що призначив Патріка І Данбара юстиціарієм Лотіану. Його син - Патрік II відправився у хрестовий похід і загинув під час облоги Дамієтти у 1248 році.

### ХІІІ - XIV століття - війна за незалежність Шотландії
Патрік IV Чорна Борода на основі походження від Ади, після вимирання Данкельдської династії безуспішно претендував у 1289 році на корону і трон Шотландії. У березні 1290 року актом парламенту йому було даровану титул графа Марч. З того часу графи Данбар іменували себе одночасно графами Марч. Дружина Патріка IV Чорна Борода була з клану Комін, що ворогував з Робертом Брюсом. Замок Данбар був деякий час резиденцією Джона Балліола, що був ставлеником короля Англії в Шотландії. Замок здався повстанцям у 1296 році. Патрік V дав прилисток королю Англії Едварду II після того як його розбили шотландці у битві під Баннокберн у 1314 році. Проте, деякі історики стверджують, що він не дав прихисток королю Англії, а взяв його в полон і вів переговори з метою покласти край війні. Не дивлячись на гадану зраду, Патрік V помирився зі своїм двоюрідним братом Робертом Брюсом і був присутній на парламенті в Айр у 1315 році.
Граф Данбар потім був призначений губернатором Бервіка, де він був обложений королем Англії Едуардом III. Данбар здався англійцям, але відмовився присягати на вірність англійському королю, і в результаті його замок був обложений графом Солсбері. Замок був під командуванням дружини графа Данбар - Чорної Агнеси. Англійські війська напали на замок, використовуючи всі технології облоги замків XIV століття, включаючи облогові машини, що називались Кой (шотл. - Соу). Однак Чорна Агнеса особисто керувала знищенням облогових машин - камінням метали з кріпосних стін. Облога тривала дев'ятнадцять тижнів і граф Солсбері відступив, залишавши замок Чорній Агнесі. Коли англійські війська відступали, Чорна Агнеса, як кажуть, кричала з фортечних мурів: «Забирайтеся геть - покидьки англійських свиней!».
Х граф Данбар мав великі маєтки і був одним з найпотужніших і найбагатших шляхтичів у Шотландії. Він брав участь у битві під Оттербурном у 1388 році. Х граф Данбар збирався видати свою дочку заміж за сина короля Шотландії Роберта III. Однак через вплив вождя клану Дуглас шлюб не відбувся.

### XV століття
Джордж Данбар - XI граф Данбар успадкував величезні маєтки у 1420 році. Він був видатним громадським діячем в Шотландії. Але його багатство стало причиною його загибелі. Король Шотландії Яків І звинуватив його у державній зраді і кинув за ґрати. Його маєтки були конфісковані короною. У 1400 році король Шотландії Роберт III позбавив Джорджа І Данбара - Х графа Марч титулу, але в 1409 році при підтримці Роберта Стюарта - герцога Олбані, регента Шотландії Джордж І Данбар був відновлений у правах. Але у 1434 році король Шотландії Яків І оголосив це відновлення титулу незаконним, бо на його думку, герцог Олбані перевищив свої повноваження. Хоча Джордж II Данбар - IV граф Марч і отримав можливість захищатися в суді перів, у січні 1435 року всі титули і всі володіння графів Данбар були конфісковані, а сам Джордж II Данбар був змушений тікати в Англію.
Джон Данбар (пом. між 13 червня 1391 і 15 лютого 1392 року) - онук Олександра Данбара - другого сина Патріка IV Данбара, отримав у 1372 році титул графа Мореї. Ця гілка згасла у 1430 році після смерті Джеймса Данбара - IV графа Мореї, що лишив тільки двох дочок, чоловіки яких претендували на титул графа Мореї.
Існували ще інші гілки вождів клану Данбар - Данбар Мокрум (нині це старша гілка вождів клану Данбар), Дарбар Нортфілд, Данбар Хемпріггс, Данбар Дьорн, Данбар Боат. Всі вони отримали титул баронета у XVII - XIX століттях.

### XVI століття
Під час правління короля Шотландії Джеймса V Гевін Данбар став архієпископом Глазго. Він був молодшим сином сера Джона Данбара Мохрум. Він отримав осіту в університеті Глазго і став деканом Морії в 1514 році. Він був призначений архієпископ Глазго в 1524 році. Про нього лишилася зла слава як про жорстокого переслідувача протестантів, гоніння на яких розпочалися по волі кардинала Бітона.
У 1513 році сер Джон Данбар Мохрум брав участь у битві під Флодден.
У 1598 році землі Джорджа Данбар Мойнесс були розграбовані кланом Камерон. У ті час клани (особливо сусідні) здійснювали рейди на землі сусідніх кланів з метою захоплення здобичі. Це вважалося нормою і клани ворогували століттями. Серед людей з клану Камерон, хто розграбував землі клану Данбар був і Аллан Камерон - XVI капітан і вождь клану Кемерон і двадцять шість інших відомих людей з клану Камерон. Вони спалили кілька будинків і забрали три бики і десять коней, серед багатьох інших цінних речей.

### XVII - XVIII століття
У 1694 році сер Джеймс Данбар Мохрум отримав титул баронета Нової Шотландії. II баронет Данбар Мохрум служив у кавалерії герцога Мальборо і відзначився героїзмом та відданою службою короні. Він був визнаний як вождь клану Данбар після смерті Людовика Данбара в 1744 році.

## Титули вождів клану Данбар та септ клану Данбар
- Граф Лотіан  (ХІ століття - 1435 рік)
- Граф Данбар (ХІ століття - 1435 рік)
- Граф Марч (ХІ століття - 1435 рік)
- Граф Мореї (1289 - 1429)
- Баронет Данбар Мокрум (з 1694 року)
- Баронет Данбар Дьорн (з 1698 року)
- Баронет Данбар Нортфілд (з 1700 року)
- Баронет Данбар Боата (1814 - 1937)

## Відомі вожді клану Данбар

### Графи Лотіану
- Госпатрік II (біля 1134 - 1138) - помер 22 сепрпня 1138 року, граф Лотіану десь з 1115 року, син графа Нортумбрії Госпатріка І.
- Госпатрік III (1138 - 1166) - граф Лотіану з 1138 року, син Госпатріка II.
- Вальтеоф (пом. 1182 року) - граф Лотіану з 1166 року, отримав титул граф Данбар, син Госпатріка III.
- Патрік І (1152 - 31 грудні 1232) - граф Данбар з 1182 року, син Вальтеофа.
- Патрік II (пом. 1248) - граф Данбар з 1232 року, Син Патріка І.
- Патрік III (біля 1213 - 24 серпня 1289 року) - граф Данбар з 1248 року, син Патріка II.

### Графи Марч
- Патрік IV (біля 1242 - 10 жовтня 1308 року) - вождь клану у 1289 - 1308 роках, граф Данбар з 1289 року, VIII граф Данбар, І граф Марч, син Патріка III.
- Патрік V (біля 1285 - 11 листопада 1368 року) - IX граф Данбар, II граф Марч з 1308 року, вождь клану у 1308 - 1368 роках, син Патріка IV.
- Джордж І (біля 1336 - 1420) - вождь клану в 1368 - 1420 роках, ХІІ лорд Анадейл у 1369 - 1401 роках, лорд Бардольф у 1402 - 1409 роках, III гаф Марч, Х граф Данбар у 1368 - 14000 роках та в 1409 - 1420 роках, внучатий племінник Патріка V.
- Джордж II (біля 1370 - 1455/1457) - вождь клану в 1420 - 1435 роках, IV граф Марч, XI граф Данбар, син Джорджа І.

### Графи Мореї
- Джон Данбар (помер між 13 червня 1391 року і 15 лютого 1392 року) - І граф Мореї з 1372 року, онук Олександра Данбара, другого сина Патріка IV Данбара - І графа Марч.
- Томас Данбар (пом. 1415/1422) - II граф Мореї з 1391/1392 року, син Джона Данбара - І графа Мореї.
- Джеймс Данбар (пом. близько 10 серпня 1430 року) - III граф Мореї з 1427/1429 року, брат Томаса Данбара.
- Джанет Данбар (пом. 1494/1506) - графиня Данбар. Чоловік - Джеймс Крічтон (пом. у серпні 1454 року) - II барон Крічтон, граф Мореї з 1452 року.
- Елізабет Данбар (пом. до 17 лютого 1486 року) - графиня Данбар. Перший чоловік - Арчібальд Дуглас (пом. 1 травня 1455 року) - граф Мореї з 1445 року.